# Ia Sao, Ia Grai
Ia Sao là một xã cũ thuộc huyện Ia Grai, tỉnh Gia Lai, Việt Nam.
Xã có diện tích 37,34 km², dân số năm 2025 là 10.283 người.

## Lịch sử
Dưới chính thể Việt Nam Cộng hòa, địa bàn Ia Sao thuộc xã B5, huyện 4, quận Lệ Thanh, tỉnh Pleiku.
Sau ngày Giải Phóng, Ia Sao thuộc hành chính huyện Chư Păh.
Năm 1996, Chư Păh tách làm hai huyện Chư Păh và Ia Grai. Xã Ia Sao chuyển thành đơn vị hành chính thuộc huyện Ia Grai.
Theo Nghị định số 39/2006/NĐ-CP ngày 21 tháng 4 năm 2006, xã Ia Sao chia tách thành xã Ia Sao và Ia Yok.
Từ ngày 12 tháng 6 năm 2025, theo Nghị quyết số 1664/NQ-UBTVQH15, sáp nhập tỉnh Bình Định vào tỉnh Gia Lai. Giải thể huyện Ia Grai, 4 xã của huyện là Ia Sao, Ia Yok, Ia Hrung và Ia Dêr sẽ hợp nhất thành xã Ia Hrung, với trụ sở đặt tại Ia Sao.

## Hành chính
Xã Ia Sao hiện này có 15 thôn làng, 01 đơn vị kinh tế là Công ty cà phê Ia Sao 2 và 04 đơn vị quân đội đóng chân trên địa bàn là Kho Z9, Kho K870, Công ty các phê 15, Nhà máy phân bón vi sinh Binh đoàn 15.

### Các thôn làng:[16]
- Đức Thành[17]
- Đức Tân
- Chư Hậu 5
- Lập Thành
- Tân An
- Tân Bình
- Tân Hòa
- Tân Lập
- Tân Sơn
- Làng Dút 1
- Làng Dút 2
- Làng Jét
- Làng Nang
- Làng Nú
- Làng Ó
- Làng Tốt
- Làng Yang

## Giáo dục
- Trường Tiểu học Phan Chu Trinh[18]
- Trường Tiểu học Võ Thị Sáu[19]
- Trường Trung học cơ sở Tôn Đức Thắng[19]
- Trường Trung học phổ thông Phạm Văn Đồng[20]